# Wake Self
Andrew Martínez (Roswell, Nuevo México, 1989-Santa Fe, Nuevo México 3 de noviembre de 2019) conocido como Wake Self fue un rapero estadounidense de origen latino de la década de 2010.

## Biografía
Nacido y criado en el distrito de Roswell en el sur de Nuevo México, fue miembro de la pandilla local Crips. Su interés en la cultura hip-hop comenzó en su adolescencia. Martínez había pasado gran parte de su vida perfeccionando su oficio de maestro de ceremonias y recientemente estaba aprendiendo sobre la producción de ritmos y haciendo sus propias melodías.
Self asistió a la Universidad de Nuevo México y a Central New Mexico Community College en Albuquerque, donde estudió tecnología ambiental.

## Carrera
Self fue descrito como "un papel integral en la escena hip-hop de Albuquerque". Había viajado por Europa dos veces pero "acababa de empezar a rascar la superficie de lo que puede hacer con su música". Antes de ir en solitario, trabajo con el colectivo de hip-hop, Zoology. Entre los actos con los que Self ha compartido escenario incluyen DMX, Dilated Peoples, De La Soul y Mac Miller.
Self también fue un apasionado del medio ambiente y había enseñado previamente talleres de composición de canciones.

## Muerte
Self murió a la edad de treinta años como consecuencia de un accidente automovilístico ocurrido en Santa Fe (Nuevo México), el 3 de noviembre de 2019. Su muerte se confirmó en Facebook el 5 de noviembre de 2019.

## Discografía

### Álbum de estudio
- 2013: "The Healing Process"

- 2014: "Good Things Happen to Those Who Wake"

- 2019: "Ready to Live"

Mixtapes
- 2014: Good Things Happen
- 2016: Malala
- 2016: Hunger Pains
- 2016: Change the world
- 2017: Reduction